# Plane Crazy
Plane Crazy is een Amerikaanse tekenfilm uit 1928.
Dit was de allereerste tekenfilm van Walt Disney en Ub Iwerks waarin Mickey en Minnie Mouse figureerden. De film werd uitgebracht op 15 mei 1928 voor een select publiek, een half jaar voor de bekendere Steamboat Willie.
Plane Crazy was echter, evenals het daaropvolgende The Gallopin' Gaucho, nog zonder geluid en kreeg nog niet veel aandacht. Het grote succes voor en de naamsbekendheid van Mickey Mouse begon pas bij Steamboat Willie. Na het succes van deze film werd Plane Crazy opnieuw uitgebracht op 17 maart 1929, nu echter met geluid.